# Камино
 Тази статия е за селище в Италия.  За поклонническия маршрут в Испания вижте Пътят към Сантяго.  
Камѝно (на италиански: Camino; на пиемонтски: Camin, Камин) е село и община в Северна Италия, провинция Алесандрия, регион Пиемонт. Разположено е на 252 m надморска височина. Населението на общината е 810 души (към 2010 г.).